# Canton de Ceton
Le canton de Ceton est une circonscription électorale française du département de l'Orne créée par le décret du 25 février 2014 et entrée en vigueur lors des premières élections départementales suivant la publication du décret.

## Histoire
Un nouveau découpage territorial de l'Orne entre en vigueur à l'occasion des élections départementales de 2015. Il est défini par le décret du 25 février 2014, en application des lois du 17 mai 2013 (loi organique 2013-402 et loi 2013-403). Les conseillers départementaux sont, à compter de ces élections, élus au scrutin majoritaire binominal mixte. Les électeurs de chaque canton élisent au Conseil départemental, nouvelle appellation du Conseil général, deux membres de sexe différent, qui se présentent en binôme de candidats. Les conseillers départementaux sont élus pour 6 ans au scrutin binominal majoritaire à deux tours, l'accès au second tour nécessitant 12,5 % des inscrits au 1er tour. En outre la totalité des conseillers départementaux est renouvelée. Ce nouveau mode de scrutin nécessite un redécoupage des cantons dont le nombre est divisé par deux avec arrondi à l'unité impaire supérieure si ce nombre n'est pas entier impair, assorti de conditions de seuils minimaux. Dans l'Orne, le nombre de cantons passe ainsi de 40 à 21.
Le canton de Ceton est formé de communes des anciens cantons de Bellême (quinze communes), du Theil (dix communes) et de Pervenchères (trois communes). Il est entièrement inclus dans l'arrondissement de Mortagne-au-Perche. Le bureau centralisateur est situé à Ceton.

## Représentation
| Période élective | Période élective | Mandat | Mandat   | Identité        | Nuance | Nuance | Qualité |
| ---------------- | ---------------- | ------ | -------- | --------------- | ------ | ------ | --- |
| 2015             | 2021             | 2015   | 2021     | Anick Bruneau   |        | DVD    | Retraitée de la fonction publique territoriale Ancien maire de Saint-Germain-de-la-Coudre                                          |
| 2015             | 2021             | 2015   | 2021     | Vincent Segouin |        | LR     | Agent d'assurance Maire de Bellême (2008-2018) Suppléant du député Véronique Louwagie (2012-2018) Sénateur de l'Orne (depuis 2018) |
| 2021             | 2028             | 2021   | en cours | Anick Bruneau   |        | LR     | Conseillère sortante |
| 2021             | 2028             | 2021   | en cours | Vincent Segouin |        | LR     | Conseiller sortant |

### Résultats détaillés

#### Élections de mars 2015
À l'issue du 1er tour des élections départementales de 2015, trois binômes sont en ballottage : Anick Bruneau et Vincent Segouin (Union de la Droite, 38,39 %), Jean-François de Caffarelli et Isabelle Thiéblin (DVD, 31,17 %) et Mireille Gohier et Frédéric Ruby (FN, 30,44 %). Le taux de participation est de 52,45 % (5 477 votants sur 10 443 inscrits) contre 54,04 % au niveau départemental et 50,17 % au niveau national.
Au second tour, Anick Bruneau et Vincent Segouin (Union de la Droite) sont élus avec 42,19 % des suffrages exprimés et un taux de participation de 54,87 % (2 303 voix pour 5 730 votants et 10 442 inscrits).

#### Élections de juin 2021
Le premier tour des élections départementales de 2021 est marqué par un très faible taux de participation (33,26 % au niveau national). Dans le canton de Ceton, ce taux de participation est de 32,91 % (3 321 votants sur 10 091 inscrits) contre 34,53 % au niveau départemental. À l'issue de ce premier tour, deux binômes sont en ballottage : Anick Bruneau et Vincent Segouin (LR, 48,94 %) et Amale El Khaledi et Vincent Leroy (DVC, 29,28 %).
Le second tour des élections est marqué une nouvelle fois par une abstention massive équivalente au premier tour. Les taux de participation sont de 34,36 % au niveau national, 34,27 % dans le département et 31,58 % dans le canton de Ceton. Anick Bruneau et Vincent Segouin (LR) sont élus avec 62,18 % des suffrages exprimés (1 807 voix pour 3 188 votants et 10 094 inscrits),,.

## Composition
Lors du redécoupage de 2014, le canton de Ceton comprenait vingt-huit communes entières.
À la suite de la création des communes nouvelles de Val-au-Perche au 1er janvier 2016 et de Belforêt-en-Perche au 1er janvier 2017, le canton comprend désormais dix-huit communes entières.
| Nom                           | Code Insee | Intercommunalité                  | Superficie (km2) | Population (dernière pop. légale) | Densité (hab./km2) | Modifier                                    |
| ----------------------------- | ---------- | --------------------------------- | ---------------- | --------------------------------- | ------------------ | ------------------------------------------- |
| Ceton (bureau centralisateur) | 61079      | CC des Collines du Perche Normand | 59,39            | 1 765 (2022)                      | 30                 | modifier les données · modifier les données |
| Appenai-sous-Bellême          | 61005      | CC des Collines du Perche Normand | 10,74            | 277 (2022)                        | 26                 | modifier les données · modifier les données |
| Belforêt-en-Perche            | 61196      | CC des Collines du Perche Normand | 74,53            | 1 486 (2022)                      | 20                 | modifier les données · modifier les données |
| Bellême                       | 61038      | CC des Collines du Perche Normand | 1,71             | 1 457 (2022)                      | 852                | modifier les données · modifier les données |
| Bellou-le-Trichard            | 61041      | CC des Collines du Perche Normand | 9,67             | 196 (2022)                        | 20                 | modifier les données · modifier les données |
| La Chapelle-Souëf             | 61099      | CC des Collines du Perche Normand | 11,13            | 245 (2022)                        | 22                 | modifier les données · modifier les données |
| Chemilli                      | 61105      | CC des Collines du Perche Normand | 10,92            | 173 (2022)                        | 16                 | modifier les données · modifier les données |
| Dame-Marie                    | 61142      | CC des Collines du Perche Normand | 13,27            | 156 (2022)                        | 12                 | modifier les données · modifier les données |
| Igé                           | 61207      | CC des Collines du Perche Normand | 27,86            | 589 (2022)                        | 21                 | modifier les données · modifier les données |
| Origny-le-Roux                | 61319      | CC Maine Saosnois                 | 14,12            | 249 (2022)                        | 18                 | modifier les données · modifier les données |
| Pouvrai                       | 61336      | CC des Collines du Perche Normand | 6,80             | 103 (2022)                        | 15                 | modifier les données · modifier les données |
| Saint-Fulgent-des-Ormes       | 61388      | CC des Collines du Perche Normand | 8,32             | 174 (2022)                        | 21                 | modifier les données · modifier les données |
| Saint-Germain-de-la-Coudre    | 61394      | CC des Collines du Perche Normand | 26,21            | 828 (2022)                        | 32                 | modifier les données · modifier les données |
| Saint-Hilaire-sur-Erre        | 61405      | CC des Collines du Perche Normand | 15,12            | 486 (2022)                        | 32                 | modifier les données · modifier les données |
| Saint-Martin-du-Vieux-Bellême | 61426      | CC des Collines du Perche Normand | 15,84            | 540 (2022)                        | 34                 | modifier les données · modifier les données |
| Suré                          | 61476      | CC Maine Saosnois                 | 17,44            | 278 (2022)                        | 16                 | modifier les données · modifier les données |
| Val-au-Perche                 | 61484      | CC des Collines du Perche Normand | 63,26            | 3 324 (2022)                      | 53                 | modifier les données · modifier les données |
| Vaunoise                      | 61498      | CC des Collines du Perche Normand | 7,65             | 95 (2022)                         | 12                 | modifier les données · modifier les données |
| Canton de Ceton               | 6109       |                                   | 393,98           | 12 421 (2022)                     | 32                 | modifier les données                        |

## Démographie
En 2022, le canton comptait 12 421 habitants, en évolution de −6,16 % par rapport à 2016 (Orne : −3,21 %, France hors Mayotte : +2,11 %).
| 2013   | 2018   | 2022   |
| ------ | ------ | ------ |
| 13 627 | 12 860 | 12 421 |